# Karakurt (Ukraina)
Karakurt (ukr. Каракурт) – wieś na Ukrainie, w obwodzie odeskim, w rejonie bołgradzkim, w hromadzie Wasyliwka. W 2001 liczyła 2707 mieszkańców.